# Short SC.7 Skyvan
O Short SC.7 Skyvan (apelidado de flying shoebox (português: caixa de sapatos voadora)) é um avião bimotor turboélice de 19 lugares, fabricado pela britânica Short Brothers. É usado principalmente para transporte de mercadorias de curta distância e paraquedismo, além de servir e continuar servindo muitas forças aéreas no mundo.
O Short 330 e o Short 360 são modelos derivados do Skyvan, porém apresentam uma fuselagem alongada, e o modelo 360 possui estabilizador vertical. São concebidos como aviões regionais.

## Design e Desenvolvimento

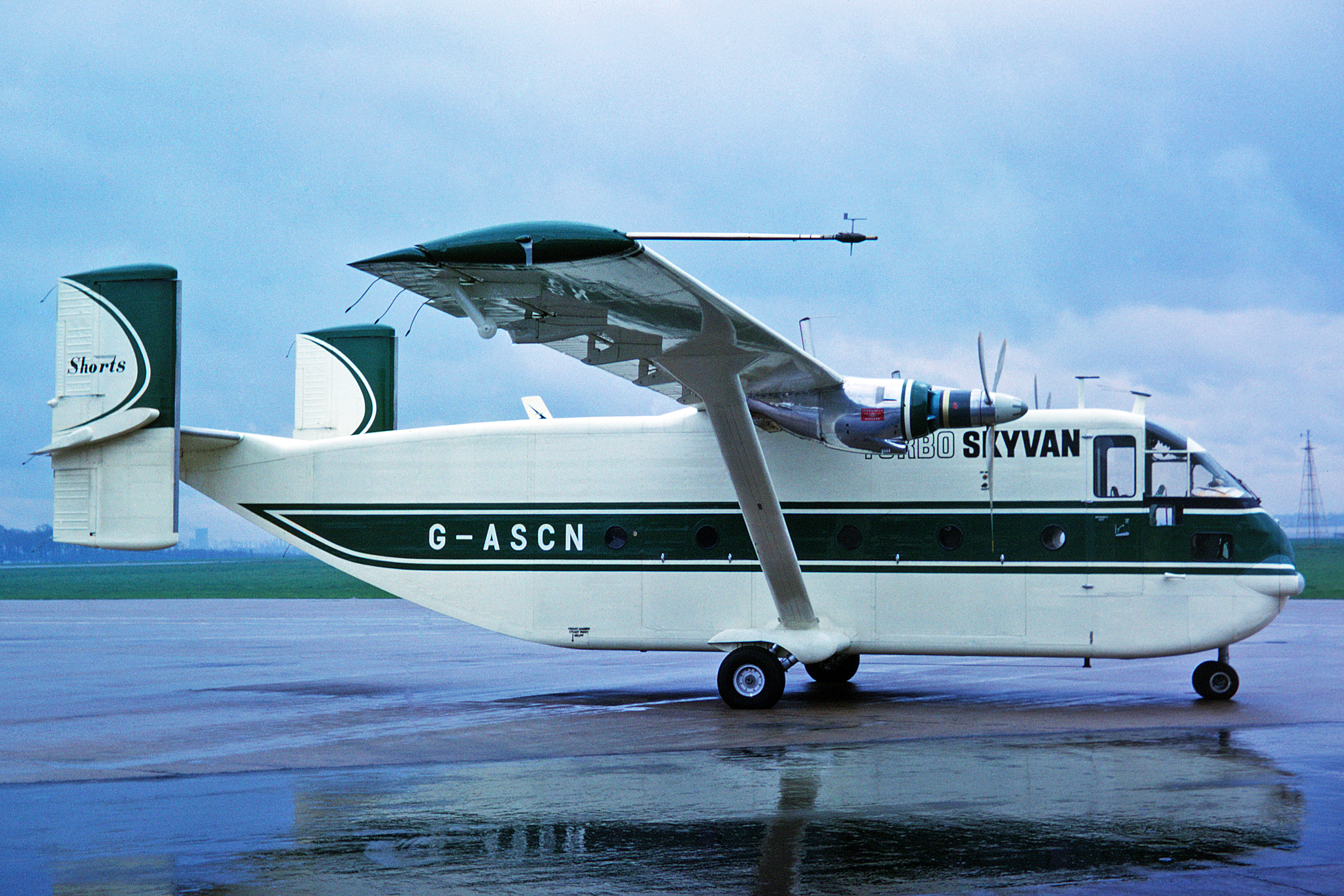
O protótipo Skyvan 1A, 1964

Em 1958, a Shorts foi contatada pela FG Miles Ltd (empresa sucessora da Miles Aircraft), que buscava apoio para produzir o projeto HDM106 Caravan (o que mais tarde seria o Miles Aerovan), com uma aeronave semelhante ao Hurel-Dubois HD.31. Shorts adquiriu o projeto e os dados recolhidos a partir de ensaios do protótipo HDM105. Depois de avaliar a proposta da Miles, a Shorts rejeitou o projeto. A Shorts então desenvolveu seu próprio projeto para um avião utilitário chamado SC.7 Skyvan. O Skyvan é um monoplano de asa alta de grande alongamento, bimotor, de fuselagem metálica, sem pressurização e com empenagem dupla. Ele era popular com os operadores de transporte de mercadorias em comparação com outras aeronaves pequenas por causa de sua grande porta (rampa) traseira para carga e descarga de mercadorias. A sua fuselagem lembra a forma de vagão ferroviário.
Sua construção começou no Aeroporto de Sydenham, em 1960, e seu primeiro protótipo fez o primeiro voo em 17 de janeiro de 1963, propulsado por dois motores à pistão americanos Continental. Mais tarde, em 1963, o protótipo foi equipado com motores turboélice franceses Turbomeca Astazou II, gerando 520 shp (390 kW) cada; o segundo protótipo (que foi o primeiro Skyvan Série 2) foi equipado com os Turbomeca Astazou XII, de 690 shp (510 kW), indo para produção em 1964. Após 19 unidades, em 1967, foi descoberto que o Astazou XII sofria de problemas de temperatura em altas altitudes. Consequentemente, em 1968, a produção mudou para o Skyvan Série 3, que substituiu os motores Astazou para os turboélices americanos Garrett AiResearch TPE331, de 715 shp (533 kW). Um total de 153 Skyvans (mais dois protótipos) foram produzidos antes da linha encerrar em 1986.
Em 2021, a MT Propeller certificou uma nova hélice para o Skyvan: a MTV-37, de sete pás.

## Histórico Operacional
Os Skyvans foram utilizados amplamente por usuários civis e militares, sendo utilizado em serviço militar até hoje pelas Forças de Defesa da Guiana. Em serviço civil, o Skyvan ainda é utilizado (ainda que em numero limitado) para missões de fotografia aérea e paraquedismo. Em 1970, a Questor Surveys, do Canadá, converteu o primeiro de três Skyvan 3 para uso em pesquisa aérea geológica. A Collier Mosquito Control District utiliza os Skyvans para pulverização aérea contra mosquitos.

### Argentina

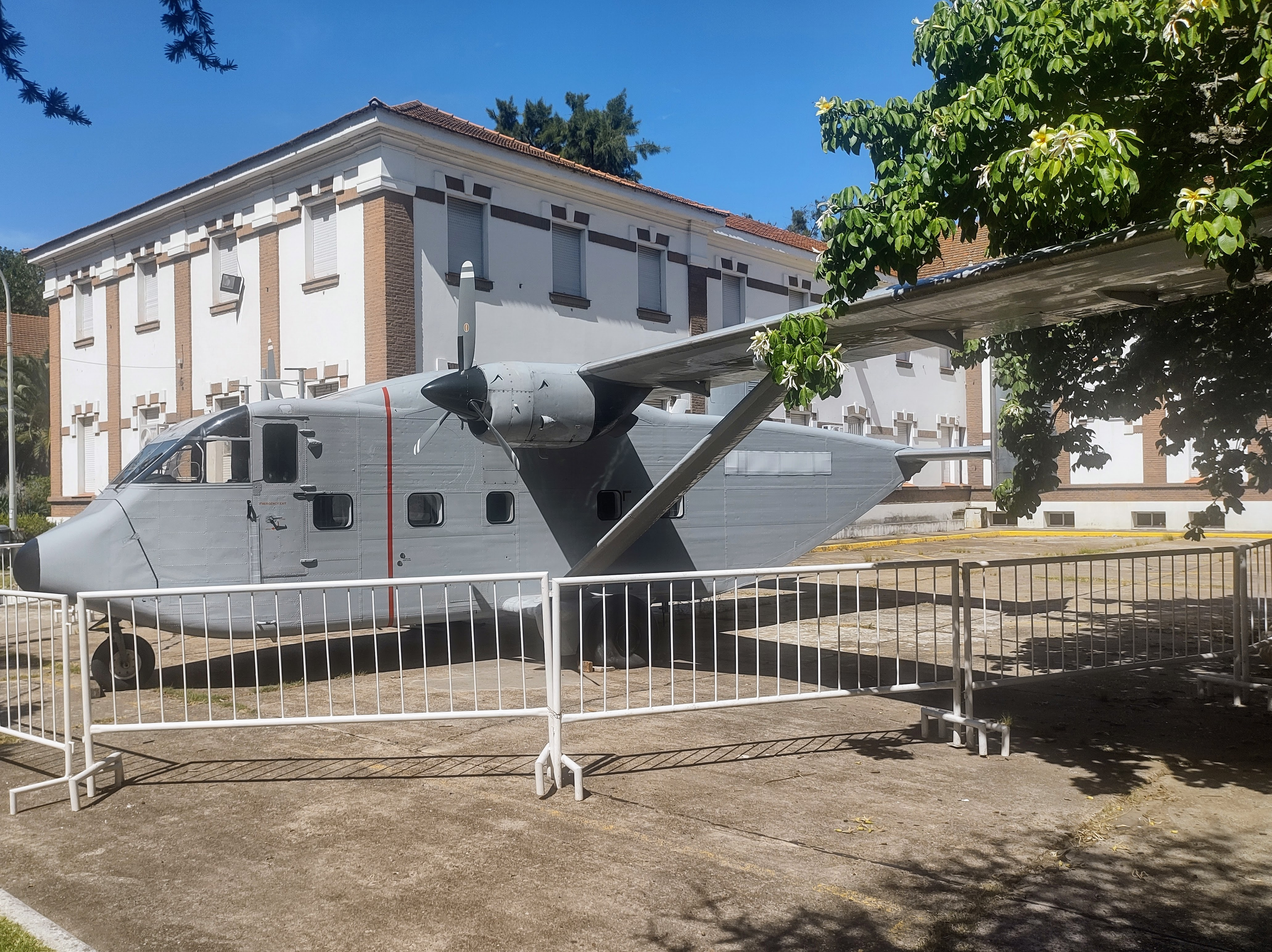
O Skyvan PA-51, da Prefeitura Naval Argentina, exposto no Espaço de Memória e Direitos Humanos, em Buenos Aires

Em 1971, a Prefeitura Naval Argentina (PNA) adquiriu cinco Skyvans 3M-200 para seu Departamento de Aviação, sendo utilizados para transporte, patrulha marítima e ações de busca e salvamento.
Durante a Guerra Suja na Argentina, em 1977, por volta de 4.400 presos políticos foram transportados nos chamados Voos da morte e executados sendo lançados das aeronaves sob o Rio da Prata. Em 2003, o fotografo italiano Giancarlo Ceraudo, com apoio da jornalista investigativa argentina Miriam Lewin, começaram a procurar pelas aeronaves utilizadas durante os voos da morte. Lewin foi sobrevivente do centro de detenção clandestina da Escola de Mecânica da Armada (ESMA), que foi um dos mais notórios centros de tortura e extermínio da ditadura argentina. Lewin acreditava que os Skyvans da PNA haviam sido utilizados para os voos da morte. Em 2010, Ceraudo e Lewin conseguiram localizar a única aeronave sobrevivente da PNA, de matrícula PA-51 (na época), em Fort Lauderdale, Flórida, sendo utilizado pela GB Airlink. O dono da firma, um jornalista esportivo argentino, proveu os registros de voo da aeronave, que constavam os voos da época. Com base nesses registros, foram identificados, acusados e condenados os pilotos da PNA Mario Daniel Arrú e Alejandro Domingo D’Agostino pelo assassinato de oito mulheres e quatro homens. Um terceiro tripulante, Enrique José de Saint Georges, foi acusado, porém faleceu de causas naturais antes do julgamento. As vitimas era torturadas e sedadas antes de serem embarcadas dentro da aeronave, tendo suas roupas removidas pelos membros da tripulação. No ar, a rampa traseira do Skyvan era aberta e as vitimas eram lançadas para fora da aeronave, onde caiam para suas mortes no Atlântico Sul.
Em 1982, na Guerra das Malvinas, duas aeronaves (PA-50 e PA-54) foram destacadas para operações de transporte, reconhecimento e busca e salvamento. O PA-50 chegou a Base Aeronaval (BAN) de Río Grande em 15 de abril de 1982, sendo acompanhado pelo PA-54 no dia 17 de abril. O PA-54 foi destacado para Estação Aeronaval (EAN) Malvinas, em Porto Stanley (Puerto Argentino) no dia 20 de abril de 1982, sendo acompanhado pelo PA-50, que foi enviado para EAN Calderón, em Pebble Island (Isla Borbón). Enquanto isso, o PA-51 e PA-53 foram destacados para ficarem no continente, na EAN Río Gallegos e BAN Río Grande, respectivamente. Na espera de entrar em ação, o PA-54 foi danificado por fogo naval britânico no Hipódromo de Porto Stanley, na manhã de 3 de maio de 1982, com esta aeronave não voando novamente e sendo totalmente destruída durante os bombardeios britânicos de 12 e 13 de junho de 1982. O PA-50 viu ação em Pebble Island, onde acabou atolando no terreno fofo e sendo destruído durante um assalto britânico na base, em 15 de maio de 1982.
Na conclusão da guerra, somente as aeronaves PA-51 e PA-53 voltaram a operação na PNA no Aeroparque Jorge Newbery em Buenos Aires no dia 26 de junho de 1982. As aeronaves restantes continuaram voando até 1993, quando deram de baixa, devido a falta de peças de reposição. Estas aeronaves foram vendidas no mesmo ano para a empresa luxemburguesa CAE Aviation, que as vendeu para companhias britânicas e americanas.
O PA-51, após seu tempo na GB Airlink, foi vendido para a firma americana Win Aviation, de DeKalb, Illinois. No início de 2023, o dono da empresa, Andri Wiese, concordou com a compra da aeronave pelo Ministério da Economia argentino, com a aeronave sendo voada de volta para a Argentina e retirada de serviço, sendo exposta no Espaço de Memória e Direitos Humanos, em Buenos Aires.

## Variantes
- Skyvan 1: Protótipo equipado com motores a pistão Continental GTSIO-520. Uma unidade produzida;[2]
  - Skyvan 1A: Skyvan 1 remotorizado com motores turboélice Turbomeca Astazou II, de 520 shp (388 kW) cada;[2]
- Skyvan 2: Variante de produção equipado com turboélices Turbomeca Astazou XII. 19 unidades produzidas;[2]
- Skyvan 3: Variante de produção equipado com turboélices Garrett TPE 331. 140 unidades produzidas e dois Skyvan 2 convertidos;[2]
  - Skyvan 3A: Variante do Skyvan 3 com maior peso máximo de decolagem;[2]
  - Skyvan 3M: Variante militar do Skyvan 3;[2]
    - Skyvan 3M-200: Variante do Skyvan 3M com maior peso máximo de decolagem;[2]
    - Seavan: Variante de patrulha maritima;
- Skyliner: Variante de transporte de passageiros.[2]

## Operadores

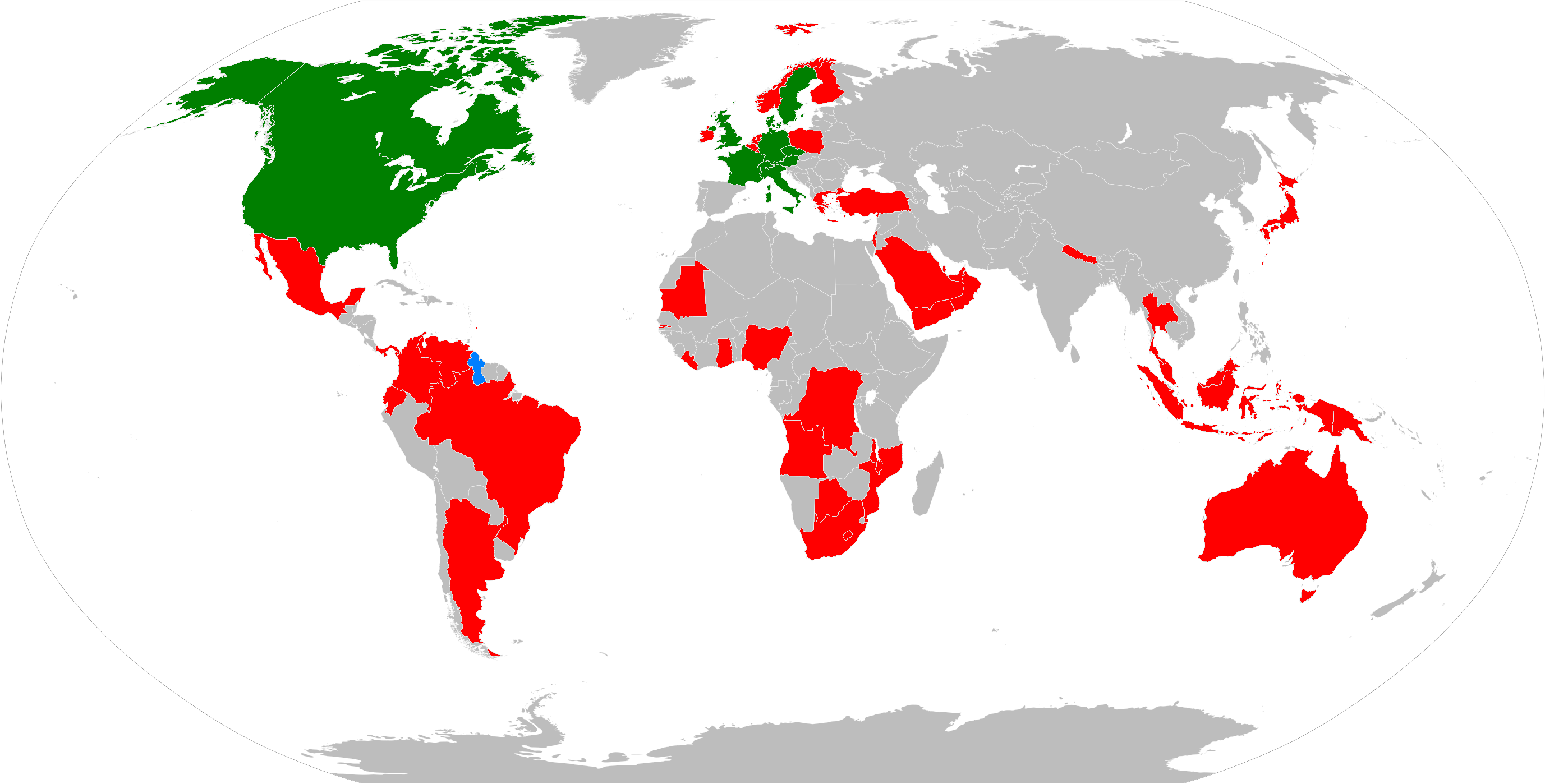
Operadores do Skyvan pelo mundo

### Operadores Civis
- Austrália
  - Sydney Skydive Center;[18]
- Áustria
  - Pink Aviation Services;[19]
- Brasil
  - Skylift Taxi Aéreo;[20]
- Canadá
  - Nomad Air;[21][22]
  - Summit Air;[23]
  - Sustut Air;[24]
- Estados Unidos
  - Advanced Air;[25]
  - Allwest Freight;[26]
  - Eagle Air Transport (Skydive Chicago);[27]
  - GB Airlink;[28]
  - North Star Air Cargo;[29]
  - Ryan Air Services;[30]
  - Skydive Arizona;[31]
  - Skydive DeLand;[32][33]
  - Skydive Perris;[34][35]
  - Skydive Spaceland;
  - Win Aviation;[36]
- Finlândia
  - Universidade de Aalto;[37]
- Grécia
  - Olympic Airlines;[38]
- Indonésia
  - Deraya Air Taxi;[39]
- Israel
  - AIT Aviation (SkyKef);[40]
- Libéria
  - Trans Way Air Services;
- Luxemburgo
  - CAE Aviation;[41]
- Malásia
  - Layang Layang Aerospace;[42]
  - Malaysia Air Charter (MAC);[43]
  - Pan Malaysian Air Transport;[44]
  - Wirakris Udara;[45]
- Polónia
  - SkyForce Piotrków Trybunalski;[46]
- Reino Unido
  - Invicta Aviation;[47]
- República Democrática do Congo
  - Swala Aviation;
- Venezuela
  - Correos de Venezuela;[48]

### Operadores Militares
Atuais
- Guiana
  - Forças de Defesa da Guiana;[5][6]

Antigos
- Argentina
  - Prefeitura Naval Argentina;[9]
- Áustria
  - Força Aérea da Áustria;[49]
- Botswana

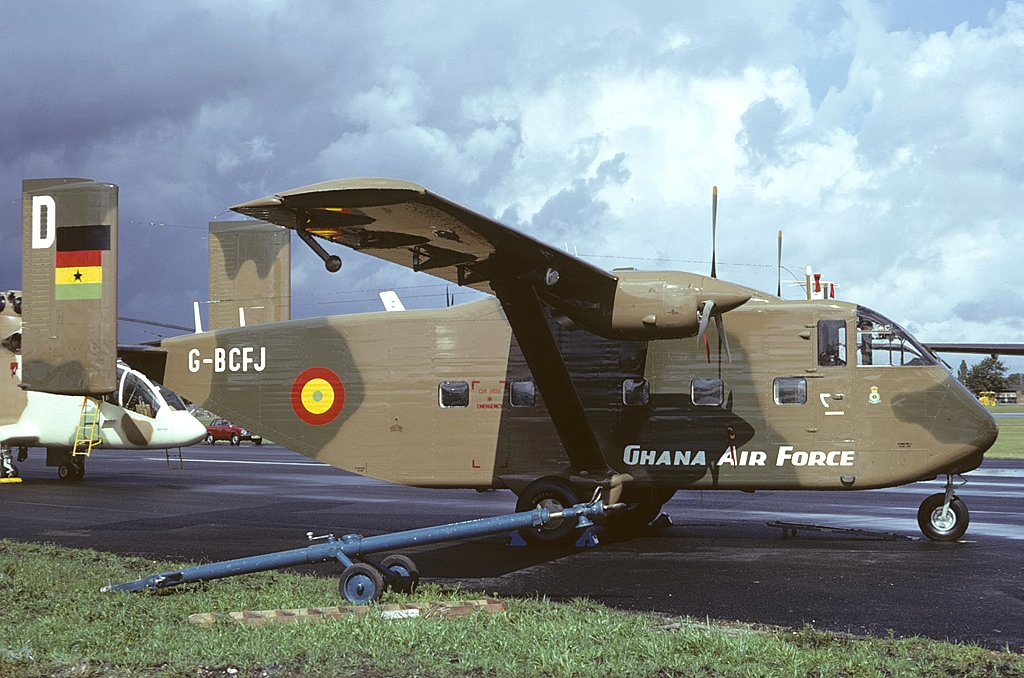
Um Skyvan 3M-200 da Força Aérea Ganesa, em 1974

  - Ala Aérea das Forças de Defesa de Botswana;[50]
- Ciskei
  - Forças de Defesa do Ciskei;[51]
- Emirados Árabes Unidos
  - Força Aérea dos Emirados Árabes Unidos;
  - Guarda do Emirado de Xarja;[52]
- Equador
  - Exército Equatoriano;[53]
- Gâmbia
  - Forças Armadas da Gâmbia;
- Gana
  - Força Aérea Ganesa;[54]
- Iêmen
  - Força Aérea do Iêmen;
- Iêmen do Norte
  - Força Aérea da República Árabe do Iêmen;[55]
- Indonésia
  - Força Aérea da Indonésia;[56][57]
- Japão
  - Guarda Costeira do Japão;[58]
- Lesoto
  - Ala Aérea das Forças de Defesa do Lesoto;[59]
- Malawi
  - Ala Aérea da da Força Policial do Malawi;[60]
- Mauritânia
  - Força Aérea Islâmica da Mauritânia;[61]
- México
  - Força Aérea Mexicana;[62]
- Nepal
  - Serviço Aéreo do Exército do Nepal;[63]
- Omã
  - Real Força Aérea do Omã;[64]
- Panamá
  - Forças Públicas do Panamá;[65]
- Singapura
  - Força Aérea da República de Singapura: Três Skyvan 3M foram empregados em ações de busca e salvamento (1973-1993);[66]
- Tailândia
  - Polícia Real da Tailândia

## Especificações (Skyvan 3)
Dados de Jane's Civil and Military Upgrades 1994-95 
Características Gerais
- Tripulantes: 2 (piloto e copiloto);
- Capacidade: 19 passageiros;
- Comprimento: 12.21 m (40 ft 1 in)
- Envergadura: 19.79 m (64 ft 11 in)
- Altura: 4.60 m (15 ft 1 in)
- Área Alar: 35.12 m2 (378.0 sq ft)
- Peso Vazio: 3,331 kg (7,344 lb)
- Peso Máximo de Decolagem (MTOW): 5,670 kg (12,500 lb)
- Capacidade de Combustível: 1,109 L (244 imp gal; 293 US gal)
- Motor: 2x turboélices Garrett AiResearch TPE-331-2-201A, 715 shp (533 kW) cada;
- Hélices: Hartzell HC-B3TN-5/T10282H, três pás, passo variável;

Desempenho
- Velocidade Máxima: 324 km/h (201 mph, 175 kn); (à altitude de cruzeiro de 3,050 m (10,010 ft))
- Velocidade de Cruzeiro: 278 km/h (173 mph, 150 kn); (à altitude de cruzeiro de 3,050 m (10,010 ft))
- Velocidade de Estol: 111 km/h (69 mph, 60 kn); (com flapes baixas)
- Velocidade Nunca Exceder: 402 km/h (250 mph, 217 kn)
- Alcance: 1,115 km (693 mi, 602 nmi)
- Teto de Serviço: 6,858 m (22,500 ft)
- Razão de Subida: 8.3 m/s (1,640 ft/min)